# Pribeník
Pribeník est un village de Slovaquie situé dans la région de Košice.

## Histoire
Première mention écrite du village en 1323.
La localité fut annexée par la Hongrie après le premier arbitrage de Vienne le 2 novembre 1938. En 1938, on comptait 1206 habitants dont 93 d'origines juives. Elle faisait partie du district de Medzibodrožie (hongrois : Bodrogközi járás). Le nom de la localité avant la Seconde Guerre mondiale était Perbeník. Durant la période 1938 - 1944, le nom hongrois Perbenyik était d'usage. À la libération, la commune a été réintégrée dans la Tchécoslovaquie reconstituée.
Plusieurs religions sont représentées à Pribénik:
Catholicisme, Protestantime.

## Démographie

### Évolution de la population
| Année:               | 1994. | 2004.   | 2014.   | 2024.   |
| -------------------- | ----- | ------- | ------- | ------- |
| Nombre de personnes: | 946   | 958     | 1016    | 970     |
| Différence:          |       | +1,26 % | +6,05 % | -4,52 % |

| Année:               | 2023. | 2024.   |
| -------------------- | ----- | ------- |
| Nombre de personnes: | 958   | 970     |
| Différence:          |       | +1,25 % |

## Transport
Le village possède une gare sur la ligne de chemin de fer 190 entre Košice et Čierna nad Tisou.